# Сміло фон Лютвіц
Сміло фрайгерр фон Лютвіц (нім. Smilo Freiherr von Lüttwitz; нар. 23 грудня 1895, Страсбург — пом. 19 травня 1975, Кобленц) — німецький воєначальник, генерал танкових військ (1944) Сухопутних військ нацистської Німеччини. Учасник Першої та Другої світових війн, один з 160 кавалерів Лицарського хреста з Дубовим листям та мечами (1944). За часів Другої світової війни командував танковими та загальновійськовими з'єднаннями та об'єднаннями.
Син німецького генерала Вальтера фон Лютвіца, кузен німецьких генералів Генріха фон Лютвіца (кавалер Лицарського хреста з Дубовим листям та мечами) і Гіацинта графа фон Штрахвітца (кавалер Лицарського хреста Залізного хреста з Дубовим листям‎, Мечами та діамантами).
У післявоєнний час продовжив службу в Бундесвері, генерал-лейтенант (1957).

## Біографія
Сміло Вальтер Гінко Оскар Константин Вільгельм фрайгерр фон Лютвіц (нім. Smilo Walther Hinko Oskar Constantin Wilhelm Freiherr von Lüttwitz) народився 23 грудня 1895 у Страсбурзі, на той час столиці Імперської території Ельзас-Лотарингія, в родині прусського офіцера Вальтера фон Лютвіца, спадкоємця давніх прусських військових традицій. В.фон Лютвіц дослужився за часів Першої світової війни до чину генерала від інфантерії імперської армії Німеччини, кавалер вищої нагороди Німецької імперії Pour le Mérite з дубовим листям. Батько майбутнього генерала «прославився» своєю участю у спробі антидемократичного путчу весною 1920 року, який в історії відомий, як «заколот Каппа-Лютвіца».
Старша сестра Сміло Марія (1886–1970) вийшла заміж за майбутнього генерал-полковника Вермахту, начальника Військового Управління Веймарської республіки (нім. Truppenamt) та Головнокомандувача Сухопутними військами Третього Рейху К. фон Гаммерштайн-Екворда.
Сміло фон Лютвіц вступив на військову службу під час мобілізації 4 серпня 1914 року на посаду кандидата в офіцери у званні фанен-юнкера до 24-го лейб-драгунського полку (нім. Leib-Dragoner-Regiment (2. Großherzoglich Hessisches) Nr. 24) 25-ї піхотної дивізії в Дармштадті. Формування фанен-юнкера фон Лютвіца була направлене на Східний фронт, де молодий офіцер брав участь у боях біля Танненбергу, в Курляндії та на Західній Двині. Він був важко поранений два рази в 1915 році і отримав Залізний хрест першого класу. 16 червня 1915 отримав військове звання лейтенанта.
У 1916 році, після того, як його брат, командир єгерської роти, загинув у бою, Сміло фон Лютвіц був переведений на штабну посаду до X-го армійського корпусу, яким командував його батько, в групі армій німецького кронпринца Вільяма Пруссії, сина кайзера Вільгельма II. На цій посаді штабного офіцера він перебував протягом двох років. У 1918 році лейтенант Сміло фон Лютвіц повернувся на передову, як ад'ютант полку Дармштадтських драгунів, брав участь в окупаційних діях німецької армії в Україні та на півдні Росії. До кінця Першої світової війни він отримав обидва класи Залізного хреста і срібний знак за поранення.
Після завершення Першої світової війни та розпаду Німецької імперії Сміло фон Лютвіц залишився в армії Веймарської республіки, проходив службу на офіцерських посадах у різних кавалерійських частинах у Бреслау і Пазевальк. З приходом до влади нацистів перевівся до танкових військ.
1 листопада 1935 отримав військове звання майор. З жовтня 1936 року — командир моторизованого розвідувального батальйону (у званні майора). З 1 січня 1939 року — оберстлейтенант, продовжив службу в штабі XV-го моторизованого корпусу Германа Гота.
З початком Другої світової війни бере найактивнішу участь у бойових діях у Польській і Французькій кампаніях. З 9 травня по 20 травня 1940 року в посаді командира 12-го мотопіхотного полку 4-ї танкової дивізії, потім, після отримання поранення, він був замінений оберстом фон Бюлов. За відвагу та хоробрість повторно нагороджений планками до Залізних хрестів обох ступенів.
З 22 червня 1941 року на чолі свого мотопіхотного полку брав участь у німецько-радянській війні. У складі 4-ї танкової дивізії бої в Білорусі, потім масштабний наступ німецьких військ на Москву, затяті бої під Тулою. У жовтні 1941 року нагороджений Золотим німецьким хрестом, з листопада 1941 — оберст. У січні 1942 року за проявлену сміливість нагороджений Лицарським хрестом.
1 березня 1942 року призначений командиром 4-ї мотопіхотної бригади, якою командує до 15 липня того ж року. Веде оборонні та контрнаступальні дії в районі Орла.
З липня 1942 року оберст Сміло фон Лютвіц виведений у тил військ вермахту й призначений керівником переформування та переозброєння в Монсі на території окупованої Бельгії 23-ї піхотної дивізії, з якої формувалася 26-та танкова дивізія, керівництво якою він перебрав на себе з 14 вересня 1942. З 1 вересня 1942 року Сміло фон Лютвіц підвищений у генерал-майори.
26-та танкова дивізія, що мала прізвисько «голова гренадера», перекинута на Італійський фронт, де веде бойові дії проти військ союзників. Генерал С.фон Лютвіц командує дивізією майже 2 роки. 1 жовтня 1943 він отримав чергове військове звання — генерал-лейтенант. 29 грудня 1943 командир 26-ї танкової дивізії був відмічений по імені в доповіді Вермахту у Вермахтберіхті. В лютому 1944 року він отримав золотий знак за поранення.
У березні 1944 року за бої в Італії нагороджений дубовим листям (№ 426) до Лицарського хреста, 4 липня 1944 року — мечами (№ 76) до Лицарського хреста з дубовим листям.
24 липня 1944 він зайняв пост командира XXXXVI-го танкового корпусу (бої на Бузі, Віслі, в районі Варшави), але вже 28 серпня 1944 був знятий з цій посади й незабаром призначений командувачем 9-ї польової армії. 23 серпня 1944, його син, лейтенант фон Лютвіц загинув у боях на Східному фронті під Єлгавою.
1 вересня 1944 отримав військове звання генерала танкових військ. З 21 вересня 1944 по 19 січня 1945 року командувач 9-ї армії. Під час перебування на цій посаді, він дізнався про випадки видання наказів його командирами, які оцінював, як самосуд й злочинним. Він виступив проти цього. Командувач групою армій «Центр» генерал-полковник Шернер зняв фон Лютвіца з посади і віддав під трибунал за невиконання наказу. Трибунал у Торгау виправдав фон Лютвіца та інших генералів, що відмовлялися виконувати злочинні накази Шернера.
29 березня 1945, він вступив у посаду командира LXXXV армійського корпусу. Під час Другої світової війни Сміло фон Лютвіц був поранений п'ять разів.

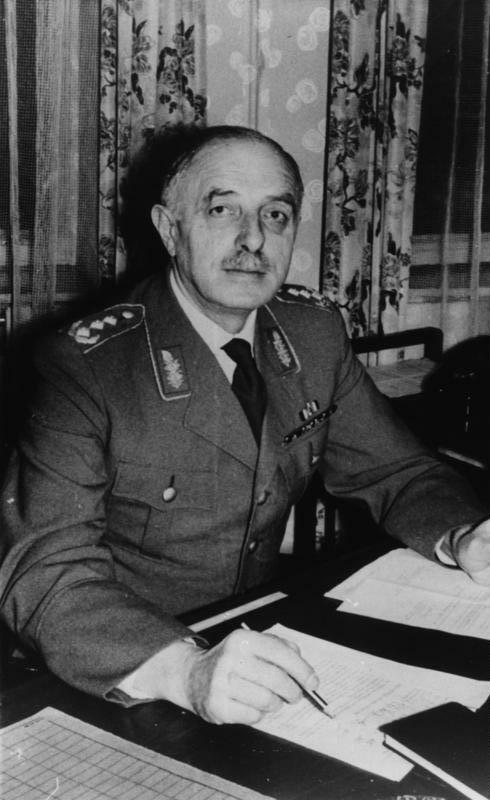
Генерал-лейтенант фон Лютвіц (1960).

7 травня 1945 він був захоплений чехами в Страконице, а 9 травня 1945 переданий американським військовим. Хоча генерал Сміло фон Лютвіц не брав участі у будь-якому вигляді у злочинах голокосту і часто подавав скарги проти жорстокості, стосовно захоплених військовиків противника, а також цивільних полонених, був засуджений до десяти років у в'язниці.
Ув'язнення генерала тривало у спеціальному таборі під охороною військових армії США, неподалік від Гамбурга. З полону він був випущений у 1947 році.
З 1 червня 1957 року служив у Бундесвері — командував III-м армійським корпусом, у званні генерал-лейтенанта. 31 грудня 1960 звільнений у відставку за віком.
Після звільнення Сміло фон Лютвіц оселився у Бад-Годесберзі, де у віці 79 років помер. 19 травня 1975 року похований на місцевому кладовищі Рюнгсдорф, поруч з могилою знаменитого німецького адмірала флоту фон Шеєра.
1988 його біографія була опублікована під назвою: «Обов'язок і совість: Сміло фон Лютвіц — життя солдата» (нім. "Pflicht und Gewissen: Smilo Freiherr von Lüttwitz - Lebensbild eines Soldaten") під редакцією Герда Кобе.

## Нагороди
Військова кар'єра
- 4 серпня 1914 — фанен-юнкер
- 16 червня 1915 — лейтенант
- 1 квітня 1925 — оберлейтенант
- 1 травня 1930 — ротмістр
- 1 листопада 1935 — майор
- 1 січня 1939 — оберстлейтенант
- 1 листопада 1941 — оберст
- 1 вересня 1942 — генерал-майор
- 1 жовтня 1943 — генерал-лейтенант
- 1 вересня 1944 — генерал танкових військ

---
- 1 червня 1957 — генерал-лейтенант

### Перша світова війна
- Залізний хрест 2-го і 1-го класу
- Медаль «За відвагу» (Гессен)
- Хрест «За військові заслуги» (Брауншвейг) 2-го класу
- Військовий Хрест Фрідріха-Августа (Ольденбург) 2-го і 1-го класу
- Нагрудний знак «За поранення» в сріблі

### Міжвоєнний період
- Почесний хрест ветерана війни з мечами
- Медаль «За вислугу років у Вермахті» 4-го, 3-го, 2-го і 1-го класу (25 років)

### Друга світова війна
- Застібка до Залізного хреста
  - 2-го класу (6 жовтня 1939)
  - 1-го класу (27 травня 1940)
- Нагрудний знак «За поранення» в золоті (1940)
- Німецький хрест в золоті (27 жовтня 1941)
- Почесна застібка на орденську стрічку для Сухопутних військ (8 грудня 1941)
- Лицарський хрест Залізного хреста з дубовим листям і мечами
  - Лицарський хрест (14 січня 1942)
  - Дубове листя (№ 426; 16 березня 1944)
  - Мечі (№ 76; 4 липня 1944)
- Медаль «За зимову кампанію на Сході 1941/42» (серпень 1942)
- Відзначений у Вермахтберіхт (29 грудня 1943)

### Післявоєнний період
- Орден «За заслуги перед Федеративною Республікою Німеччина», великий офіцерський хрест
- Легіон Заслуг (США)
- Орден Святого Йоанна (Бранденбург)
  - почесний лицар
  - лицар справедливості